# پاگیره
پاگیره (انگلیسی: Pedipalp) دومین زائده سری در گروهی از بندپایان است که ممکن است حرکتی، چنگال‌مانند و حسی، یا در فرد نر، برای جفت‌گیری باشد.
پاگیره یا پای آرواره‌ای جفت دوم پامانند در بدن گیره‌داران است. گیره‌داران گروهی از بندپایان شامل عنکبوت، کژدم، خرچنگ نعل‌اسبی، و عنکبوت دریایی است.
در تمامی عنکبوتیان قطعات دهانی از دو جفت پیوست تشکیل شده که اولین جفت گیره (کلیسر) نام داشته و معمولاً در انتها دندان‌دار و انبرمانند است و برای پاره کردن پوست میزبان و تغذیه به کار می‌رود. جفت دوم این پیوست‌ها پاگیره (پالپ یا پدی‌پالپ) است که به صورت یه عضو حسی و گاهی نیز به شکل انبرک یا دست یا عضو گیرنده عمل می‌کند.
در قسمت جلویی بدن (پروزوما) عقرب یک جفت پاگیره وجود دارد که در اعمالی مانند شکار کردن، تغذیه، جفت‌گیری و غیره کاربرد دارد

## بخش‌های پاگیره در کژدم‌ها
هر پاگیره شامل بخش‌های زیر می‌باشد:
1. پیش‌ران (کوکسا، coxa): ابتدایی‌ترین قسمت پیوست‌های تن عقرب که شامل پاگیره، گیره و پاهای حرکتی می‌شود را پیش‌ران می‌گویند، که به‌طور مستقیم به پروزوما متصل می‌شوند. پیش‌ران به همراه جناغ در زیر قسمت سرسینه‌گاه ناحیهٔ پیش‌ران‌جناغی (coxosternal) را تشکیل می‌دهند.
2. :میان‌ران (trochanter) قسمت دوم در پاگیره یا پاهای حرکتی را میان‌ران می‌گویند که یک بخش کوتاه استوانه‌ای است.
3. ران (femur): به سومین قسمت از اندام‌های پای حرکتی گفته می‌شود که این بخش اولین قسمت طویل در پاها و پاگیره‌ها می‌باشد.
4. کشکک (patella): در پاگیره، دومین قسمت طویل بعد از ران را کشکک می‌گویند.
5. چنگک (chela): قسمت گیره‌ای پاگیره که شامل قسمت‌های مسطح، انگشت ثابت و متحرک می‌باشد را چنگک می‌گویند.
6. دست‌مُچ (manus): قسمت مسطح که در اندام‌های پدی پالپ و کلیسر دیده می‌شود را manus می‌گویند، که به‌طور مستقیم به انگشت‌های ثابت و متحرک بر روی پدی پالپ متصل است.
7. درشت‌نی (tibia): به چهارمین قسمت از پا نسبت به پروزوما و همچنین به مجموع chella manus و انگشت ثابت در پدی‌پالپ درشت‌نی گفته می‌شود.
8. پامُچ (tarsus): خارجی‌ترین بخش پاهای حرکتی و انگشت متحرک در پاگیره پامچ گفته می‌شود که در پاهای حرکتی به دو بخش Basitarsus و Telotarsus تقسیم می‌شود.